# Pay-per-view
Pay-per-view (PPV; букв. с англ. — «плата за просмотр») — вид платного телевидения или услуга веб-трансляции, которая позволяет зрителям платить за просмотр отдельных шоу через частные телеканалы.
Шоу можно приобрести через платформу многоканального телевидения, используя электронный программный гид, автоматизированную телефонную систему или через живого представителя службы поддержки. Растет число PPV, распространяемых через потоковое видео в интернете, наряду или вместо трансляции через телевизионных провайдеров. В 2012 году популярный сервис обмена видео YouTube начал разрешать партнерам проводить на своей платформе прямые трансляции событий PPV.
Шоу, распространяемые по системе PPV, обычно включают в себя спортивные соревнования, такие как бокс и смешанные единоборства, а также другие развлекательные мероприятия, такие как рестлинг и концерты. В прошлом PPV часто использовался для распространения трансляций художественных фильмов, а также контента для взрослых, например, порнографических фильмов, но с развитием цифрового кабельного телевидения и потоковых медиа эти варианты использования были вытеснены системами видео по запросу (которые позволяют зрителям приобретать и просматривать предварительно записанный контент в любое время), в результате чего PPV сосредоточился в основном на программах прямых трансляций и боевых видах спорта.

## Платные трансляции в США
Первым телеканалом, испытавшим платный сервис PPV, в 1951 году стал The Zenith Phonevision. Система использовала IBM дескремблированный сигнал во время «нерабочего времени» широковещательной станции и обеспечивала круглосуточное вещание. Федеральная комиссия по связи отказала каналу во внедрении системы.
В 1972 году в Сан-Диего, Калифорния был создан первый канал платных трансляций «100».
Первым боксерским поединком, транслировавшимся через платный сервис PPV, стал третий бой между Мохаммедом Али и Джо Фрейзером, получивший название «Триллер в Маниле», который прошёл в сентябре 1975 года. Следующим крупным боксерским PPV-событием стал поединок между Шугаром Рэем Леонардом и Роберто Дураном в сентябре 1980 года. Стоимость трансляции составила 10 $ при общем количестве покупок — 155 000.
16 октября 1983 года состоялся первый PPV-показ одного из матчей по американскому футболу, показанный каналом NBC.
В 1985 году в США зарегистрированы первые платные кабельные провайдеры: Viewer’s Choice (ныне In Demand), Cable Video Store, First Choice и Request TV.
Термин «платные трансляции» окончательно вошел в обиход в конце 1980-х годов, когда компании HBO и Showtime начали использовать систему платных вещаний для показа художественных фильмов, спортивных мероприятий и концертов музыкальных исполнителей.
ESPN позже начал проводить трансляции американского футбола и баскетбола.

## Платные трансляции в Европе
- В Румынии создан канал UPC Romania, совершающий с 2014 года платные трансляции.
- С ноября 2008 года система платных трансляций появилась в Албании, телеканал DigiGold
- Во Франции платные трансляции осуществляются с 1990 года каналами Canalsat (Ciné+) и TPS (Multivision).

### Великобритания
Первый опыт платного телевидения в Великобритании был внедрён в 1996 году, когда был показан реванш боксёрского поединка между Мухаммедом Али и Генри Купером. В 1996 году телекомпанией Sky был внедрён платный канал SKY Box Office. Долгие годы этот канал был единственным и лишь в 2016 году был анонсирован запуск второго канала платных услуг который запустила телекомпания ITV. Канал получил название ITV Box office и в январе 2017 года на нём транслировался первый платный поединок (Крис Юбенк-младший против Рэнолда Куинлэна). Затем ITV Box Office заключил контракт со Всемирной серией бокса и транслировал большинство поединков турнира на своём платном канале.
В 2018 году был анонсирован запуск третьего PPV канала в Великобритании, который получил название BT sports Box Office. Первым поединком показанным на новом канале анонсирован боксёрский бой-реванш между Саулем Альваресом и Геннадием Головкиным.

### Россия
В 2013 году телеканал «Дождь» перешёл на платный режим вещания. Вещание идёт на сайте. За просмотр трансляции нужна плата или подписка. За несколько дней до нового года трансляцию можно было смотреть бесплатно. После новогодних праздников трансляция была снова платной.

## Платные трансляции в Азии и Океании
- В Австралии с середины 1990-х действуют платные каналы Foxtel и Event TV
- В 2006 году платный канал появился на островах Фиджи
- В Малайзии с 2000 года действует канал Astro Showcase
- В Японии действует платный канал SkyPerfecTV

## Основные спортивные платные трансляции в истории

### Платные ТВ-трансляции по боксу
Список самых кассовых платных телевизионных трансляций по боксу с количеством покупок более 1 000 000. Приведены все случаи с платными трансляциями превышающими 1 млн покупок, включая не только поставщиков платного вещания из США, но и из Великобритании (только в этих двух странах были случаи с таким высоким количеством платных телевизионных трансляций).
| Дата       | Ивент (главный бой)                            | Место проведения                   | ТВ-канал                      | Количество PPV          | Доход с PPV, млн долл. США |
| ---------- | ---------------------------------------------- | ---------------------------------- | ----------------------------- | ----------------------- | -------------------------- |
| 1990.10.25 | Эвандер Холифилд — Джеймс «Бастер» Даглас      | Лас-Вегас, The Mirage              | Showtime                      | 1 000 000               |                            |
| 1991.04.19 | Эвандер Холифилд — Джордж Форман               | Атлантик-Сити, Convention Hall     | HBO                           | 1 400 000               | 55                         |
| 1991.07.28 | Майк Тайсон — Донован Раддок 2                 | Лас-Вегас, The Mirage              | Showtime                      | 1 250 000               |                            |
| 1995.08.19 | Майк Тайсон — Питер Макнили                    | Лас-Вегас, MGM Grand               | Showtime                      | 1 550 000               | 67,1                       |
| 1996.03.16 | Майк Тайсон — Фрэнк Бруно 2                    | Лас-Вегас, MGM Grand               | Showtime                      | 1 370 000               |                            |
| 1996.09.07 | Майк Тайсон — Брюс Селдон                      | Лас-Вегас, MGM Grand               | Showtime                      | 1 150 000               |                            |
| 1996.11.09 | Майк Тайсон — Эвандер Холифилд                 | Лас-Вегас, MGM Grand               | Showtime                      | 1 590 000               | 77,9                       |
| 1997.06.28 | Эвандер Холифилд — Майк Тайсон 2               | Лас-Вегас, MGM Grand               | Showtime                      | 1 990 000               | 112                        |
| 1999.03.13 | Эвандер Холифилд — Леннокс Льюис               | Нью-Йорк, Мэдисон-сквер-гарден     | HBO                           | 1 200 000               | 61,5                       |
| 1999.09.17 | Оскар Де Ла Хойя — Феликс Тринидад             | Лас-Вегас, Мандалай-Бэй            | HBO                           | 1 400 000               | 71,4                       |
| 2002.06.08 | Леннокс Льюис — Майк Тайсон                    | Мемфис, Пирамид–Арена              | HBO и Showtime                | 1 970 000               | 106,9                      |
| 2004.09.18 | Бернард Хопкинс — Оскар Де Ла Хойя             | Лас-Вегас, MGM Grand               | HBO                           | 1 000 000               | 56                         |
| 2007.05.05 | Оскар Де Ла Хойя — Флойд Мэйвезер              | Лас-Вегас, MGM Grand               | HBO                           | 2 480 000               | 136,9                      |
| 2007.12.08 | Флойд Мэйвезер — Рикки Хаттон*                 | Лас-Вегас, MGM Grand               | SKY Box Office                | 1 150 000(GB)           | (£)                        |
| 2008.12.06 | Оскар Де Ла Хойя — Мэнни Пакьяо                | Лас-Вегас, MGM Grand               | HBO                           | 1 250 000               | 70                         |
| 2009.09.19 | Флойд Мэйвезер — Хуан Мануэль Маркес           | Лас-Вегас, MGM Grand               | HBO                           | 1 060 000               | 52                         |
| 2009.11.14 | Мэнни Пакьяо — Мигель Котто                    | Лас-Вегас, MGM Grand               | HBO                           | 1 250 000               | 70                         |
| 2010.05.01 | Флойд Мэйвезер — Шейн Мосли                    | Лас-Вегас, MGM Grand               | HBO                           | 1 400 000               | 78,3                       |
| 2010.11.13 | Мэнни Пакьяо — Антонио Маргарито               | Даллас, Cowboys стадион            | HBO                           | 1 150 000               | 64                         |
| 2011.05.11 | Мэнни Пакьяо — Шейн Мосли                      | Лас-Вегас, MGM Grand               | Showtime                      | 1 300 000               | 75                         |
| 2011.07.02 | Владимир Кличко — Дэвид Хэй                    | Гамбург, Имтех Арена               | SKY Box Office                | 1 143 000(GB)           | 29,8                       |
| 2011.09.17 | Флойд Мэйвезер — Виктор Ортис                  | Лас-Вегас, MGM Grand               | HBO                           | 1 250 000               | 78,5                       |
| 2011.11.13 | Мэнни Пакьяо — Хуан Мануэль Маркес 3           | Лас-Вегас, MGM Grand               | HBO                           | 1 400 000               |                            |
| 2012.05.05 | Флойд Мэйвезер — Мигель Котто                  | Лас-Вегас, MGM Grand               | HBO                           | 1 500 000               | 94                         |
| 2012.12.08 | Мэнни Пакьяо — Хуан Мануэль Маркес 4           | Лас-Вегас, MGM Grand               | HBO                           | 1 150 000               | 70                         |
| 2013.05.04 | Флойд Мэйвезер — Роберт Герреро                | Лас-Вегас, MGM Grand               | Showtime                      | 1 000 000               | 68                         |
| 2013.09.14 | Флойд Мэйвезер — Сауль Альварес                | Лас-Вегас, MGM Grand               | Showtime                      | 2 200 000               | 150                        |
| 2015.05.02 | Флойд Мэйвезер — Мэнни Пакьяо                  | Лас-Вегас, MGM Grand               | HBO и Showtime SKY Box Office | 4 600 000 1 000 000(GB) | 437 25                     |
| 2017.04.29 | Энтони Джошуа — Владимир Кличко                | Лондон, Уэмбли                     | SKY Box Office                | 1 532 000(GB)           | 39                         |
| 2017.05.06 | Сауль Альварес — Хулио Сесар Чавес мл.         | Лас-Вегас, MGM Grand               | HBO                           | 1 000 000               | 80                         |
| 2017.08.26 | Флойд Мэйвезер — Конор Макгрегор               | Лас-Вегас, T-Mobile Arena          | Showtime                      | 4 300 000 1 007 000(GB) | 370 36 (GB)                |
| 2017.09.16 | Сауль Альварес — Геннадий Головкин             | Лас-Вегас, T-Mobile Arena          | HBO                           | 1 300 000               | 91                         |
| 2018.03.31 | Энтони Джошуа — Джозеф Паркер                  | Кардифф, Principality Stadium      | SKY Box Office                | 1 457 000(GB)           | 37,1                       |
| 2018.09.15 | Сауль Альварес — Геннадий Головкин 2           | Лас-Вегас, T-Mobile Arena          | HBO                           | 1 100 000               | 94                         |
| 2018.09.22 | Энтони Джошуа — Александр Поветкин             | Лондон, Уэмбли                     | SKY Box Office                | 1 108 000(GB)           | 28,3                       |
| 2019.12.07 | Энтони Джошуа — Энди Руис 2                    | Лондон, Уэмбли                     | SKY Box Office                | 1 540 000(GB)           | 34,5                       |
| 2020.02.22 | Деонтей Уайлдер — Тайсон Фьюри 2               | Лас-Вегас, MGM Grand               | ESPN и FOX                    | 1 200 000               | 90                         |
| 2020.10.31 | Александр Усик — Дерек Чисора                  | Лондон, Уэмбли                     | SKY Box Office                | 1 059 000(GB)           | 27,1                       |
| 2020.11.28 | Майк Тайсон — Рой Джонс (показательный бой)    | Лос-Анджелес, Стейплс-центр        | CBS Sports                    | 1 600 000               | 80                         |
| 2021.06.06 | Флойд Мэйвезер — Логан Пол (показательный бой) | Майами, Хард Рок Стэдиум           | Showtime                      | 1 000 000               | 54                         |
| 2021.09.25 | Энтони Джошуа — Александр Усик                 | Тоттенхэм, Тоттенхэм Хотспур       | SKY Box Office                | 1 232 000(GB)           | 32,2                       |
| 2022.08.20 | Александр Усик — Энтони Джошуа 2               | Джидда, Король Абдалла Спортс Сити | SKY Box Office                | 1 249 000(GB)           | 32,8                       |
| 2023.04.22 | Джервонта Дэвис — Райан Гарсия                 | Лас-Вегас, T-Mobile Arena          | Showtime и DAZN               | 1 200 000               | 70                         |
| 2024.05.18 | Тайсон Фьюри — Александр Усик                  | Эр-Рияд, Kingdom Arena             | SKY Box Office                | 1 500 000(w)            |                            |

* Поединок Флойда Мэйвезера и Рикки Хаттона проходил по системе платных трансляций не только на британском телеканале Sky Box office, но и на американском HBO PPV, но покупки там составили меньше миллиона (920 тыс.).

* Поединок Александра Усика и Тайсона Фьюри был показан по большому количеству сервисов платного вещания (DAZN PPV, PPV.com, ESPN+ PPV, Sky Box Office, TNT Sports Box Office)

### Платные трансляции по смешанным единоборствам
Список самых кассовых платных ивентов по смешанным единоборствам, с количеством покупок более 1 000 000.
|    | Дата            | Ивент                           | Количество покупок |
| -- | --------------- | ------------------------------- | ------------------ |
| 01 | 6 октября 2018  | UFC 229: Khabib vs McGregor     | 2 400 000          |
| 02 | 20 августа 2016 | UFC 202: Diaz vs. McGregor 2    | 1 650 000          |
| 03 | 23 января 2021  | UFC 257: Poirier vs. McGregor 2 | 1 600 000          |
| 04 | 5 марта 2016    | UFC 196: McGregor vs. Diaz      | 1 600 000          |
| 05 | 10 июля 2021    | UFC 257: Poirier vs. McGregor 3 | 1 504 737          |
| 06 | 12 ноября 2016  | UFC 205: Alvarez vs. McGregor   | 1 400 000          |
| 07 | 18 января 2020  | UFC 246: McGregor vs. Cowboy    | 1 357 000          |
| 08 | 11 июля 2009    | UFC 100: Lesnar vs. Mir II      | 1 300 000          |
| 09 | 11 июля 2020    | UFC 251: Usman vs. Masvidal     | 1 300 000          |
| 10 | 12 декабря 2015 | UFC 194: Aldo vs. McGregor      | 1 200 000          |
| 11 | 3 июля 2010     | UFC 116: Lesnar vs. Carwin      | 1 160 000          |
| 11 | 9 июля 2016     | UFC 200: Tate vs. Nunes         | 1 200 000          |
| 13 | 30 декабря 2016 | UFC 207: Nunes vs. Rousey       | 1 100 000          |
| 14 | 14 ноября 2015  | UFC 193: Rousey vs. Holm        | 1 100 000          |
| 15 | 29 мая 2010     | UFC 114: Jackson vs. Evans      | 1 050 000          |
| 16 | 10 декабря 2006 | UFC 66: Liddell vs. Ortiz 2     | 1 050 000          |
| 17 | 23 октября 2010 | UFC 121: Lesnar vs. Velasquez   | 1 050 000          |
| 18 | 27 декабря 2008 | UFC 92: The Ultimate 2008       | 1 050 000          |
| 19 | 28 декабря 2013 | UFC 168: Weidman vs. Silva 2    | 1 025 000          |
| 20 | 15 ноября 2008  | UFC 91: Couture vs. Lesnar      | 1 010 000          |
| 21 | 7 сентября 2019 | UFC 242: Khabib vs. Poirier     | 1 000 000          |

Полный список.

### Платные трансляции рестлинга
Компания WWE транслирует платные шоу с 1980-х годов, когда ей была создана «Большая четверка» шоу (Royal Rumble, WrestleMania, SummerSlam и Survivor Series). Линейка PPV компании расширялась в середине 1990-х годов и достигла своего пика в 16 шоу в 2006 году, однако с 2012 года количество шоу сокращено до 12. WWE PPV, как правило, имеют продолжительность в три часа, хотя недорогие шоу (например, In Your House) были короче, а первосортные события, такие как WrestleMania могут идти 5 часов. С 2008 года все WWE PPV транслируются в формате высокой четкости.
В США PPV от WWE предоставляются сервисом In Demand. В Канаде — доступны через сервисы Vu!, Shaw PPV и SaskTel PPV, также их транслируют в кинотеатрах сети Cineplex Entertainment. В Индии и Южной Азии телевещатель (в настоящее время TEN Sports), как правило, имеет права на все программы WWE, включая PPV, и они транслируются без дополнительной оплаты.
Председатель и CEO компании WWE Винс Макмэн рассматривается многими как одна из ключевых фигур в истории платных трансляций. Макмэну принадлежит доменное имя payperview.com, которое перенаправляет на официальный сайт WWE.
После того, как в WWE внедрили стриминговый сервис WWE Network и перевели трансляции своих главных шоу на эту площадку, смысл в аббревиатуре PPV отпал — все шоу включая архивные можно было посмотреть за единую подписку. По этой причине несколько раз пытались придумать новое название для таких шоу. С 2022 года в WWE провели ребрендинг названия своих платных шоу, которые с 1 января именуются англ. Premium Live Events.